# 장성향교
장성향교(長城鄕校)는 대한민국 전라남도 장성군 장성읍에 있는 향교이다. 1985년 2월 25일 전라남도의 유형문화재 제105호로 지정되었다.

## 개요
향교는 훌륭한 유학자를 제사하고 지방민의 유학교육과 교화를 위하여 나라에서 지은 교육기관이다.
장성향교는 태조 3년(1394)에 오산리에 지었으나 임진왜란으로 불에 타 없어져 선조 33년(1600)에 장안리로 옮겨지었다. 이 때 진원현이 장성현과 합해짐에 따라 진원리에 있던 진원향교를 없애고, 장성향교에 합치게 되었다. 효종 9년(1658)에 현재의 위치로 옮겼으며, 여러 차례 수리를 거쳐 오늘에 이르고 있다. 현재 남아있는 건물은 명륜당·동재·서재·대성전·내삼문 등과 부속건물들이 있다.
경사지에 자리잡은 장성향교는 앞쪽 낮은 터에는 출입문인 외삼문과 학생들이 공부하던 명륜당을 두었다. 그 앞에는 동재·서재가 있어 배움의 공간을 형성하고 있다. 뒤쪽 높은 터에는 제사 지내는 공간으로 대성전과 동무·서무가 있어 향교의 일반적 배치형태인 전학후묘의 형식을 따르고 있다.
조선시대에는 국가로부터 토지·노비·책 등을 지급 받아서 학생들을 가르쳤으나, 갑오개혁(1894) 이후에는 교육적 기능은 없어지고, 봄·가을 2차례에 걸쳐 제사만 지내고 있다. 이곳에 보관되어 있는 책은 이 지방 향토사연구와 조선 후기 향교연구에 귀중한 자료가 된다.

## 참고 자료
- 장성향교 - 국가유산청 국가유산포털